# جيني ديفيدسون
جيني ديفيدسون (بالإنجليزية: Jenny Davidson)‏ هي مؤرخة بريطانية، ولدت في 1971.